# Garoga (Batang Toru)
Garoga is een bestuurslaag in het regentschap Tapanuli Selatan van de provincie Noord-Sumatra, Indonesië. Garoga telt 721 inwoners (volkstelling 2010).